# Американский скетинг-ринг
Американский скетинг-ринг (англ. American Roller Rink) — скетинг-ринг (роллердром), существовавший в Санкт-Петербурге, на Марсовом поле, в северо-западной его части, прилегая к Миллионной улице с 1910 по 1914 года. Скетинг-ринг стал одним из главных увеселительных заведений в городе наподобие кафе-шантана. Здание приобрело спорную репутацию в городе, его называли «дворцом пьянствоблудия».
В 1910-е годы в Европе в моду вошло катание на роликах, в городах строилось множество скетинг-рингов, мода дошла и до Санкт-Петербурга среди городской молодёжи и солидных кругов. Хотя в городе уже было открыто несколько скетинг-рингов, «American Roller Rink» стал крупнейшим подобным заведением. Популярность Американского скетинг-ринга упала с 1912 года после спада в целом интереса к роликам у горожан. Здание было снесено уже в 1914 году.

## Здание
Здание было сооружено товариществом «Роял-Ринкерс» по проекту архитектора австрийского происхождения — Евгения-Карла Шреттера по образцу американских роллердромов и открыто 28 октября 1910 года. Американский скетинг-ринг позиционировался как самый передовой и крупный скетинг-парк в Российской империи на момент открытия. В качестве «премированных» инструкторов на работу взяли русских, англичан, немцев и французов, всего их было 28. Их зарплата варьировалась от 250 до 1000 рублей в месяц, что было много по меркам своего времени. Вместе с тем некоторым тренерам приходилось работать от полудня до глубокой ночи. Здание было рассчитано на то, чтобы принимать до двух тысяч гостей. Оно имело семь выходов, ведущих с верхней галереи и во двор из зала.
Скетинг-ринг внутри представлял собой обширное помещение, посередине которого находился заасфальтированный прямоугольной с закруглёнными краями формой каток. Внутренние пространства помещения украшали выжженные дощатые своды и тёмно-синие стены, а также обилие растений. Площадь скетинга была 350 квадратных метров. Зимой площадку заливали льдом, превращая её в каток. Аванзал был выдержан в стиле ампира и украшен аркадой греческих колонн с вазами. Посетителей катка сопровождала музыка военного оркестра.
Площадка для скетинга была огорожена деревянными резными барьерами с бархатным валиком, за которыми располагалась двухъярусная галерея, где стояли покрытые крахмальными скатертями столики, на которых стояли вёдра со льдом и шампанским. В помещении также располагались кабинеты, отдельные помещения для гостей, и верхняя галерея с ложами. Вечером в помещении зажигали гелиотроповые[уточнить] электрические фонари. Для посетителей были доступны телефонные кабинки.

В Американском скетинг-ринге помимо ежедневных катаний устраивались периодические мероприятия, например, костюмированные балы-маскарады, шуточные состязания на роликах, праздновались важные праздники, как Новый год. Представления могли устраивать потешные войска Семёновского, Конногвардейского полков и Ольгинского приюта. 
|                                                                                             |  |  |  |
| Фойе, зал для катания, вид на внутреннею галерею во время освящения здания, лотерея-аллегри |  |  |  |

## Посетители
Едем на скетинг-ринг. Круглый, гладкий, как лёд, манеж, а в местах для зрителей — пропасть публики, и, что всего обиднее, половина из них — наши хорошие знакомые, со многими из которых я имею солидные деловые связи. На манеже молодые люди обоего пола бегают и крутятся, как сумасшедшие, на коньках с колёсиками. Грохот невообразимый!
— Из записок Александра Куприна
Церемонию открытия скетинг-ринга посетили представители столичного бомонда, в том числе член городской управы, директор телефонной сети, начальник военно-юридической академии, командир гвардейского корпуса и другие. Вход в здание был дорогим, стоил 55 копеек днём и 1 рубль 10 копеек вечером.
Вначале основными посетителями скетинг-ринга были столичная молодёжь и представители высшего света. Среди посетителей было много лейб-гвардейцев Конногвардейской, Гусарского и Кирасирского полков, молодые представители Государственной думы. Заведение также посещали люди, подражавшие аристократии. К полудню в скетинг-ринг съезжались юноши и дамы, чтобы кататься там до полуночи. Американский скетинг-ринг стал одной из главных площадок в городе для знакомств и флирта. Здесь посетители заводили романы, искали богатых поклонников и обменивались сплетнями. В здание также в поисках клиентов приходили секс-работницы.
После того, как репутация скетинг-ринга испортилась, популярность заведения заметно упала у приличной публики, и скетинг-ринг начали всё чаще посещать представители криминального мира и люди, скрывающиеся от прокурорского надзора.

## Споры и скандалы
Само строительство скетинг-ринга вызвало громкий скандал в Санкт-Петербурге. В начале XX века велись споры о необходимости благоустроить Марсово поле, являвшееся ещё тогда огромным пустырём. Предлагались идеи обустроить на месте поля парк, построить дворец правосудия или поставить памятник Александру II. Появление коммерческого здания с невзрачным видом вызвало гневную реакцию у части городской общественности. Здание называли «сараем», оно заслоняло собой здание Павловских казарм.
Вскоре выяснилось, что скетинг-ринг был построен в обход закона, на территории, отданной для военного ведомства для военных целей. Подрядчик здания господин Гвиди прибег к личным связям, чтобы добиться стройки на этом участке. Этот факт вопиющего «самоуправства военного ведомства» вызвал гневную реакцию у представителей городской думы. Итогом этого стала подача жалобы военному министру на военное ведомство и в сенат — на столичного градоначальника. Несмотря на вышеперечисленные события, скетинг-ринг открылся и проработал почти три года.
Вскоре после открытия скетинг-ринг приобрёл дурную репутацию как место для кутежей и попоек. Редакция Петербургской газеты писала, что «под флагом скетинг-ринга вырос грандиозный ресторан для всепьянейшего препровождения времени с шампанским на десятках столиков, с отдельными кабинетами и с торговлей до часа ночи».
Американский скетинг-ринг множество раз оказывался в центре уголовной хроники. Сюда приходили взяточники. Один из самых главных скандалов был связан с «королевой скетинга» купеческой дочкой Марией Толстинской, постоянной посетительницей скетинг-ринга, которая влюбилась в молодого инструктора Альберта Грейчунаса. Ради неё он уволился с работы, чтобы поступить к ней на содержание, и вскоре задушил девушку, украл её драгоценности и затем пытался бежать в Пруссию. Убийство Толстинской стало резонансным. Скетинг-ринг также оказался связан со смертью других дам, ввязавшихся в любовные и криминальные истории, например, громкий случай был связан с банковским служащим и молодым дипломатом, познакомившиеся в заведении с бывшей актрисой и затем убили её с целью грабежа. После этих событий репутация Американского скетинг-ринга окончательно испортилась.